# Пертозеро (озеро, Сосновецкое сельское поселение)
Пертозеро — озеро на территории Сосновецкого сельского поселения Беломорского района Республики Карелии.

## Общие сведения
Площадь озера — 3,4 км², площадь водосборного бассейна — 20,2 км². Располагается на высоте 105,0 метров над уровнем моря.
Форма озера лопастная, продолговатая: оно вытянуто с северо-запада на юго-восток. Берега изрезанные, каменисто-песчаные, местами заболоченные.
Из северо-западной оконечности озера вытекает безымянный водоток, втекающий с правого берега в реку Шую, впадающую в Белое море.
В озере расположено не менее трёх безымянных островов различной площади.
Вдоль северо-восточного берега озера проходит автодорога местного значения.
Код объекта в государственном водном реестре — 02020001411102000006604.

## Галерея

Пертозеро
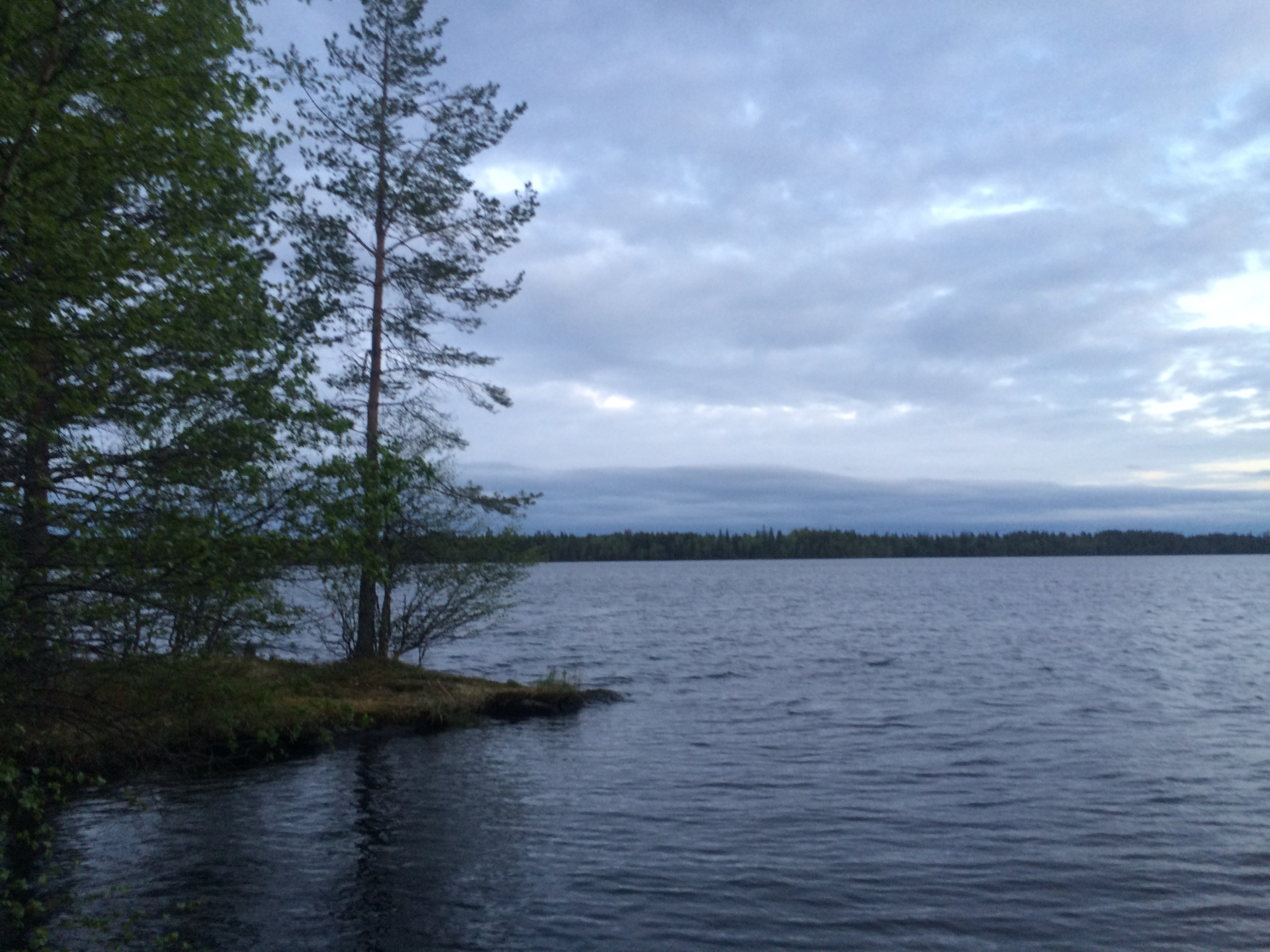
Вид с восточного берега
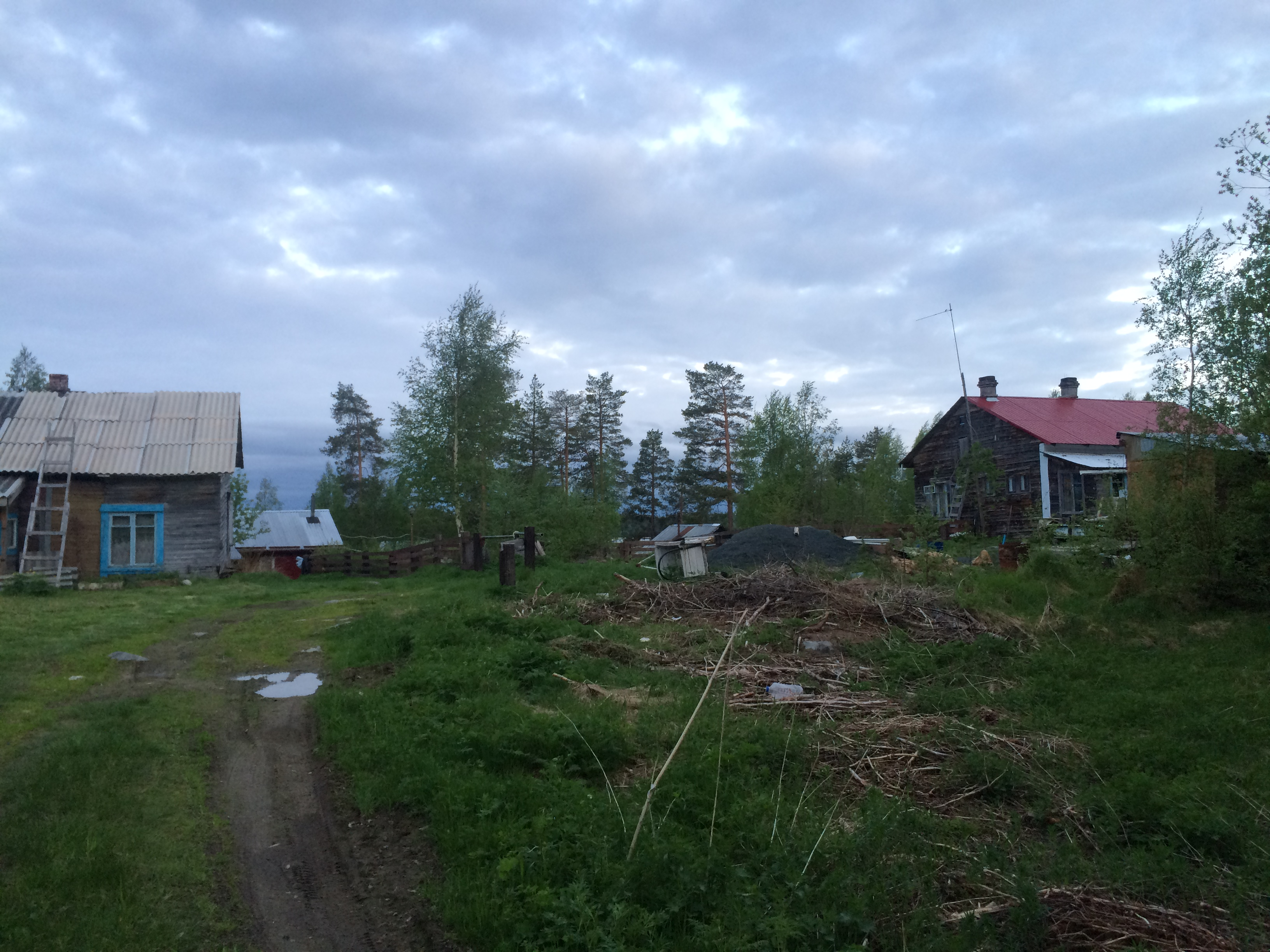
Деревня на берегу Пертозера
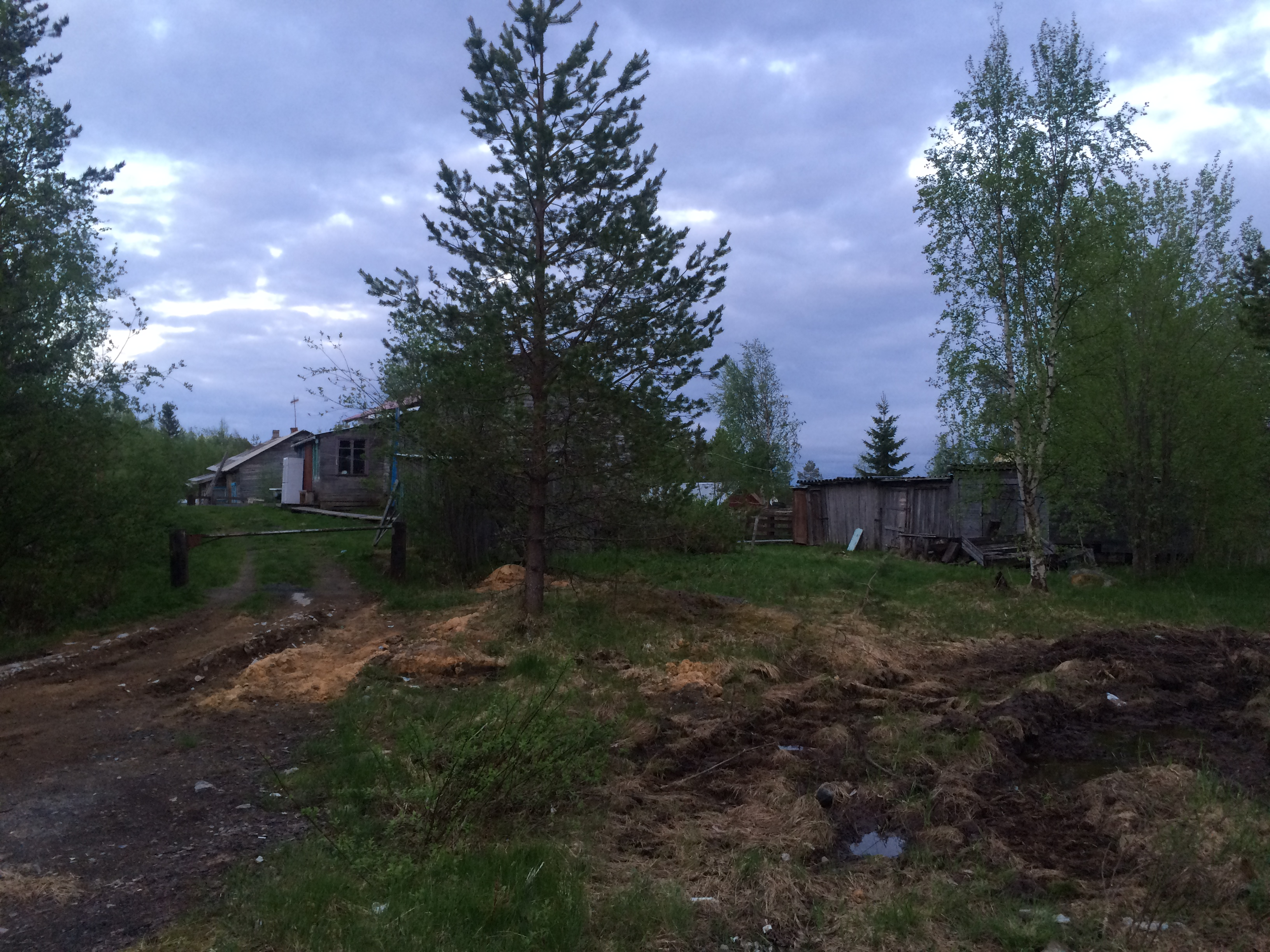
Деревня на берегу Пертозера